# Silenis eurydice
Silenis eurydice är en fjärilsart som beskrevs av Butler 1883. Silenis eurydice ingår i släktet Silenis och familjen vecklare. Inga underarter finns listade i Catalogue of Life.